# نیروهای مردمی
نیروهای مردمی (عربی: القوات الشعبية‎) که با نام سرویس ضدتروریسم یا به نام نیروهای ابوشباب نیز شناخته می‌شود، گروه مسلح فلسطینی مخالف حماس و فعال در نوار غزه است که توسط یاسر ابوشباب، رهبری می‌شود. نیروهای مردمی، تحت حمایت اسرائیل هستند و گفته می‌شود که با داعش نیز مرتبط‌اند.
این گروه که به عنوان یک باند یا گروه شبه‌نظامی، توصیف شده است، متشکل از تقریباً ۳۰۰ مرد است که در شرق رفح، فعالیت می‌کنند. حمایت اسرائیل از نیروهای مردمی، تنها در ژوئن ۲۰۲۵ آشکار شد، اما این گروه، از آغاز حمله به رفح در مه ۲۰۲۴، فعال بوده است.
فرمانده این گروه در مصاحبه با رادیوی عربی‌زبان رسانه دولتی اسرائیل بیان کرده که گروه او با ارتش اسرائیل در رفح هماهنگ بوده و در زمینه «پشتیبانی و کمک» با اسرائیل همکاری می‌کند اما عملیات‌های نظامی خود را مستقل انجام می‌دهد.
نیروهای مردمی، توانستند در جریان جنگ غزه، در بحبوحه خلاء قدرت ناشی از تضعیف حماس، در رفح، به قدرت برسند. نیروهای مردمی، کنترل قلمرو و مسیرهای امدادرسانی در نزدیکی مرز مصر و غزه را در دست دارند و به غارت کمک‌های بشردوستانه ورودی به نوار غزه، متهم شده‌اند، که توسط یک مقام سازمان ملل متحد، به عنوان «سرقت بزرگ» توصیف شده است. این گروه، مدعی است که از غیرنظامیان، در برابر «تروریسم دولت حماس» محافظت کرده و غارت گسترده را نیز انکار می‌کند.

## تاریخچه گروه
نیروهای مردمی توسط یاسر ابو شباب، یکی از رهبران قبیله محلی، گانگستر و قاچاقچی سابق مواد مخدر که توسط دولت حماس محکوم و زندانی شده است، رهبری می‌شود. ابو شباب در سال ۲۰۱۵ توسط حماس به اتهام قاچاق مواد مخدر دستگیر شد و به ۲۵ سال زندان اسدا واقع در خان یونس محکوم شد. این گروه پس از فرار ابو شباب از زندان هنگام بمباران اسرائیل در اکتبر ۲۰۲۳ ایجاد شد. بنا به گزارش‌ها، ابو شباب پس از فرار، به سمت گذرگاه کرم شالوم حرکت کرد و نیرویی متشکل از چند صد نفر را جمع کرد و کنترل قلمرو نزدیک آن را به دست گرفت.

## غارت کمک‌ها
در سال ۲۰۲۴، در بحبوحه کمبود شدید مواد غذایی در غزه، نیروهای مردمی به‌طور گسترده‌ای به غارت کمک‌های بشردوستانه توسط رانندگان کامیون، صاحبان شرکت‌های حمل و نقل غزه، امدادگران، گروه‌های امدادرسانی، و مقامات بشردوستانه بین‌المللی متهم شدند.در ۱۶ نوامبر ۲۰۲۴، گانگسترها، از جمله نیروهای مردمی، ۱۰۹ کامیون کمکی سازمان ملل را غارت کردند، که NPR آن را «بزرگ‌ترین غارت کمک‌های سازمان ملل در هر جا، تا کنون» اعلام کرد. یک راننده کامیون که کامیونش مورد کمین اعضای باند قرار گرفت، گفت که آنها یاسر ابو شباب را به عنوان رئیس باند شناسایی کرده‌اند. یکی دیگر از اهالی غزه گفت که او سعی کرد از باند ابو شباب آرد بخرد و مردان مسلح باند را دیده است که از انبارهای حاوی مواد غذایی سرقت شده از سازمان ملل محافظت می‌کنند و مردان مسلح او را با اسلحه تهدید کرده‌اند.
یک مقام سازمان ملل متحد که در غزه مستقر است، این فعالیت‌ها را «غارت تاکتیکی، سیستماتیک، جنایتکارانه» و کار یک «سندیکای جنایتکار» توصیف کرد. سام رز، معاون آژانس امداد سازمان ملل متحد (اونروا)، اظهار داشت که «نظم و قانون در منطقه اطراف گذرگاه کرم شالوم که همچنان نقطه اصلی ورود کالاها است، از بین رفته است و باندهای تبهکار خلاء قدرت را پر می‌کنند.» یک امدادگر اظهار داشت که این غارت باعث گرسنگی گسترده شده است. اکونومیست گزارش داد که باند ابو شباب چندین راننده را در جریان غارت‌ها کشته است و کمک‌های دزدیده شده یا توسط باند نگهداری می‌شد یا به قیمت‌های گزاف فروخته می‌شد.

## ارتباط با اسرائیل
چندین مقام سازمان ملل گفتند که این غارت بدون کمک ارتش اسرائیل نمی‌توانست اتفاق بیفتد. یکی از مقامات گفت: «این افراد احتمالاً تنها افرادی در غزه هستند که می‌توانند در فاصله ۱۰۰ یاردی از یک تانک اسرائیلی یا سربازان اسرائیلی بدون اینکه به آنها شلیک شود فعالیت کرده و به طرف‌های دیگر شلیک کنند. یک مقام دیپلماتیک به سی ان ان گفت که «این واقعیت که ابوشباب توسط اسرائیلی‌ها هدف قرار نمی‌گیرد، نشانه روشنی از این است که آنها چگونه او را می‌بینند» و ادعا کرد که همکاری بین ابو شباب و بنیاد بشردوستانه غزه وجود دارد (که GHF آن را تکذیب کرد و ابو الشباب از پاسخ بخ این ادعا خودداری کرده است). امدادگران و مردم محلی می‌گویند که مردان مسلح توانسته‌اند کامیون‌های کمک رسانی را درحالی‌که در تیررس و حوزه دید ارتش اسرائیل قرار داشته، غارت کنند. جاناتان ویتال، رئیس دفتر هماهنگی امور بشردوستانه سازمان ملل متحد (OCHA) در سرزمین‌های اشغالی فلسطین اظهار داشت: «سرقت کمک‌ها از ابتدای جنگ توسط باندهای جنایتکار تحت نظارت نیروهای اسرائیلی انجام شده است و به آنها اجازه داده شده است در مجاورت گذرگاه کرم شالوم به غزه فعالیت کنند.» ویتال بعداً تصریح کرد که منظور او از باندها، گروه‌هایی مانند باند ابو شباب بوده است.
در ژوئن ۲۰۲۵، آویگدور لیبرمن، رهبر حزب اسرائیل بیتنو، ادعا کرد که اسرائیل مخفیانه به باندهای تبهکاری در غزه سلاح می‌دهد تا حماس را ضعیف تر کند. بنیامین نتانیاهو، نخست‌وزیر اسرائیل، اذعان کرد که اسرائیل در حال مسلح کردن طوایف و عناصر ضد حماس در غزه علیه حماس است.او اظهار داشت: «به توصیه مقامات امنیتی، ما در غزه قبیله‌هایی را فعال کردیم که با حماس مخالف بودند. چه اشکالی دارد؟ فقط خوب است. این فقط جان سربازان ارتش اسرائیل را نجات می‌دهد.» آسوشیتدپرس تأیید کرد که یکی از گروه‌های مورد حمایت اسرائیل، نیروهای مردمی است. بنا به گزارش‌ها، اسرائیل تفنگ‌های کلاشینکف را در اختیار گروه ابوالشباب قرار داده است که برخی از آنها از شبه نظامیان حماس به سرقت رفته است.این عملیات توسط خود نتانیاهو تأیید شد. ژنرال بازنشسته شلومو بروم در گفتگو با نیویورک تایمز اظهار داشت که اسرائیل در حمایت از نیروهای مردمی، علاوه بر اسرائیل یا تشکیلات خودگردان فلسطینی، به دنبال «راه حل‌های دیگری» برای حکومت پس از جنگ در نوار غزه است. با این حال، اکونومیست رد کرد که اسرائیل از نیروهای مردمی به عنوان حاکم غزه پس از جنگ استفاده می‌کند. حمایت اسرائیل از نیروهای مردمی باعث جنجال در میان رهبران اپوزیسیون اسرائیل شده است.
به گزارش روزنامه اسرائیلی معاریو، گفته می‌شود که شین بت مسئول ایجاد نیروهای مردمی بوده است. بنا به گزارش‌ها، رئیس شین بت رونن بار در جریان مذاکرات خود با بنیامین نتانیاهو، این گروه را به عنوان جایگزینی برای حماس در مناطق کوچک غزه پیشنهاد کرد. یک مقام امنیتی به وای نت گفت که شین بت نیروهای مردمی را به شیوه‌ای «برنامه‌ریزی شده و مدیریت شده» مسلح کرده است، با هدف «کاهش تلفات ارتش اسرائیل و در عین حال تضعیف سیستماتیک حماس از طریق حملات هدفمند، تخریب زیرساخت‌ها و ترویج نیروهای محلی رقیب».

## اتهامات ارتباط با داعش
حمایت اسرائیل از نیروهای مردمی باعث جنجال در میان سیاستمداران و رهبران اپوزیسیون اسرائیل شده است که برخی از آنها این اقدام را به دلیل ارتباط ادعایی نیروهای مردمی با داعش «دیوانگی کامل» توصیف کرده‌اند. آویگدور لیبرمن، وزیر دفاع سابق و رقیب نتانیاهو گفت: «ما در مورد معادل داعش در غزه صحبت می‌کنیم» و «هیچ نمی‌تواند تضمین کند که این سلاح‌ها به سمت اسرائیل هدایت نشود.» یائیر لاپید، عضو حزب یش عتید و رهبر اپوزیسیون، در شبکه‌های اجتماعی اعلام کرد: «پس از اینکه نتانیاهو تحویل میلیون‌ها دلار به حماس را به پایان رساند، به تأمین سلاح برای گروه‌های وابسته به داعش در غزه پرداخت – همه بداهه و بدون برنامه‌ریزی استراتژیک و همه منجر به فجایع بیشتری شد.» یائیر گولان از حزب دموکرات‌ها گفت که نتانیاهو «در حال ساختن یک بمب تیک تاک جدید در غزه است».
باسم نعیم، عضو دفتر سیاسی حماس و سخنگوی حماس به نیوزویک گفت که نیروهای مردمی با داعش ارتباط دارند و این گروه متشکل از «مأمور، فروشندگان مواد مخدر، دزدان و افراط گرایان مرتبط با داعش» هستند. اندیشکده شورای روابط خارجی اروپا اعلام کرد که طایفه ابو شباب، که بیشتر جنگجویان نیروهای مردمی از آن گرفته شده‌اند، با داعش مرتبط است. گزارش شده است که یکی از فرماندهان این گروه عصام نباهین ۳۳ ساله است که قبلاً در جریان شورش سینا در کنار داعش جنگیده است. بنا به گزارش‌ها، او در سال ۱۴۰۲ به دلیل جنایاتش به اعدام محکوم شده بود اما قبل از اعدام موفق به فرار از زندان شد. یکی دیگر از اعضای برجسته این گروه، غسان الدینی، ظاهراً در سال ۲۰۱۵ با داعش بیعت کرده و در ربودن آلن جانستون، روزنامه‌نگار بی‌بی‌سی نیوز در سال ۲۰۰۷ شرکت داشته است. یک مقام امنیتی اسرائیلی که نامش فاش نشد، به روزنامه آی پیپر گفت که این گروه روابط نزدیکی با «وابستگان داعش در آن سوی مرز در مصر» دارد. اتهامات ارتباط با داعش ناشی از همکاری ابو شباب با گروه‌های جهادی مصری در قاچاق مواد مخدر از مصر به نوار غزه است.
چندین تن از اعضای عالی‌رتبه نیروهای مردمی قبلاً با داعش همکاری کرده بودند یا به آن پیوسته بودند. از جمله این افراد می‌توان به عصام النباهین و غسان الدهن اشاره کرد.